# Alice Beach
Alice Beach est un village situé dans la province de Saskatchewan, dans le centre-sud.